# Георгіївська церква (Кутрів)
Гео́ргіївська це́рква (також Свято-Георгіївська церква, церква Святого Юрія) — дерев'яна церква Православної церкви України в селі Кутрів Луцького району Волинської області. Збудована 1761 року на честь 100-річчя битви під Берестечком.
Храм є яскравим зразком волинської архаїчної школи дерев'яної архітектури. Пам'ятка архітектури національного значення, охоронний номер 030093. Розташована на південній околиці села, на високому пагорбі над річкою Стир.

## Історія

### Заснування та будівництво
Храм зведено 1761 року місцевими селянами. Вважається, що його будівництво було приурочене до 100-річчя Берестецької битви 1651 року, поле якої розташоване неподалік. Дата будівництва підтверджується різьбленим написом на верхньому брусі дверної коробки: «Заложися храм сей року Бжія ЬшоЬ мця маіа дня Г» (тобто, «Засновано храм цей року Божого 1761 місяця травня дня 3»). Церкву, ймовірно, збудували на місці попереднього сільського храму.
У XIX столітті під впливом політики Російської імперії щодо уніфікації церковної архітектури храм зазнав певних змін: стіни обшили дошками, із заходу прибудували притвір, а на гребенях дахів з'явилися невеликі главки на тонких шиях.

### Радянський період
За радянських часів храм пережив загрозу закриття. У 1962 році Волинський обком КПУ рекомендував зняти церкву з державного обліку як недіючу, що потребує ремонту, однак це клопотання не було задоволено, і пам'ятка зберегла свій охоронний статус. Богослужіння в церкві були припинені, а значну частину іконостасу та іншого оздоблення вивезли на збереження до Луцька. У 1970-х роках служби в храмі відновили, а іконостас повернули на місце.

### Загроза руйнування та порятунок
На початку 2000-х років виникла серйозна загроза руйнування церкви. Річка Стир, що протікає біля підніжжя пагорба, почала інтенсивно підмивати берег. У 2011 році відстань від храму до урвища становила лише кілька метрів.
Перенести церкву на інше місце виявилося неможливим через наявність під нею давніх поховань. Після численних звернень громади та розголосу в ЗМІ, у 2012 році було проведено масштабні берегоукріплювальні роботи. Змінили русло річки та укріпили схил, що дозволило зберегти пам'ятку від руйнування.

### Сучасність
У листопаді 2021 року в храмі було відреставровано покриття купола, яке перебувало в аварійному стані.
19 січня 2019 року релігійна громада села проголосувала за перехід з УПЦ (МП) до Православної церкви України. Перехід відбувся мирно, хоча попередній настоятель відмовився приєднатися до громади. З 10 лютого 2019 року настоятелем храму є священник Володимир Курчин. У грудні 2019 року зміну юрисдикції було офіційно зареєстровано Волинською ОДА.

## Архітектура

### Церква
Георгіївська церква є тризрубною, дерев'яною, збудованою в архаїчному стилі, притаманному для Волинської школи дерев'яної архітектури. Вона зберігає характерні риси цього типу храмів: тридільна структура з рівновисокими зрубами, масивна, низько посаджена глава на восьмигранному барабані, що домінує в силуеті, та широке піддашшя на випусках вінців (кронштейнах). Церква пофарбована в небесно-блакитний колір. Вівтар храму орієнтований на південний схід. Разом із церквами в селах Вільхівка (1782) та Ржищів (1779) вона становить групу храмів, збудованих за схожими проєктами.

### Дзвіниця
Первісна дерев'яна триярусна дзвіниця була збудована одночасно з церквою у 1761 році. Під час Другої світової війни її було пошкоджено, коли радянські війська вибивали з неї німецького снайпера. Через аварійний стан та близькість до урвища, яке підмивала ріка, дзвіницю розібрали в 1970-х роках. Нова триярусна дерев'яна дзвіниця, що стоїть окремо, була зведена в середині 1990-х років.

## Інтер'єр та реліквії
Внутрішнє оздоблення храму збереглося і є поєднанням елементів різних епох. Іконостас зазнав кількох реконструкцій. З автентичного обладнання XVIII століття збереглися різьблені елементи в стилі рококо, зокрема обрамлення арки над царськими вратами. Самі царські врата та деякі ікони були написані на межі XIX—XX століть і мають риси стилю модерн.
Особливу цінність становить храмова ікона «Святий Георгій Переможець» середини XVIII століття. Це унікальний твір волинського іконопису, що поєднує канонічні традиції з рисами світського портретного живопису доби бароко. Нині ця ікона зберігається в Музеї Волинської ікони в Луцьку.
Серед інших цінних артефактів у храмі є ікона «Архистратиг Михаїл» (остання чверть XVIII ст.), процесійний хрест XIX ст. та гаптована Плащаниця XVIII століття.
У січні 2020 року до церкви привозили для поклоніння частинку мощей великомучениці Варвари.

## Статус
Постановою Ради міністрів УРСР № 970 від 24 серпня 1963 року церкву та дзвіницю включено до списку пам'яток архітектури. Постановою Кабінету Міністрів України від 3 вересня 2024 року № 1014 об'єкт внесено до Державний реєстр нерухомих пам'яток України як пам'ятку архітектури національного значення з охоронним номером 030093.

## Галерея

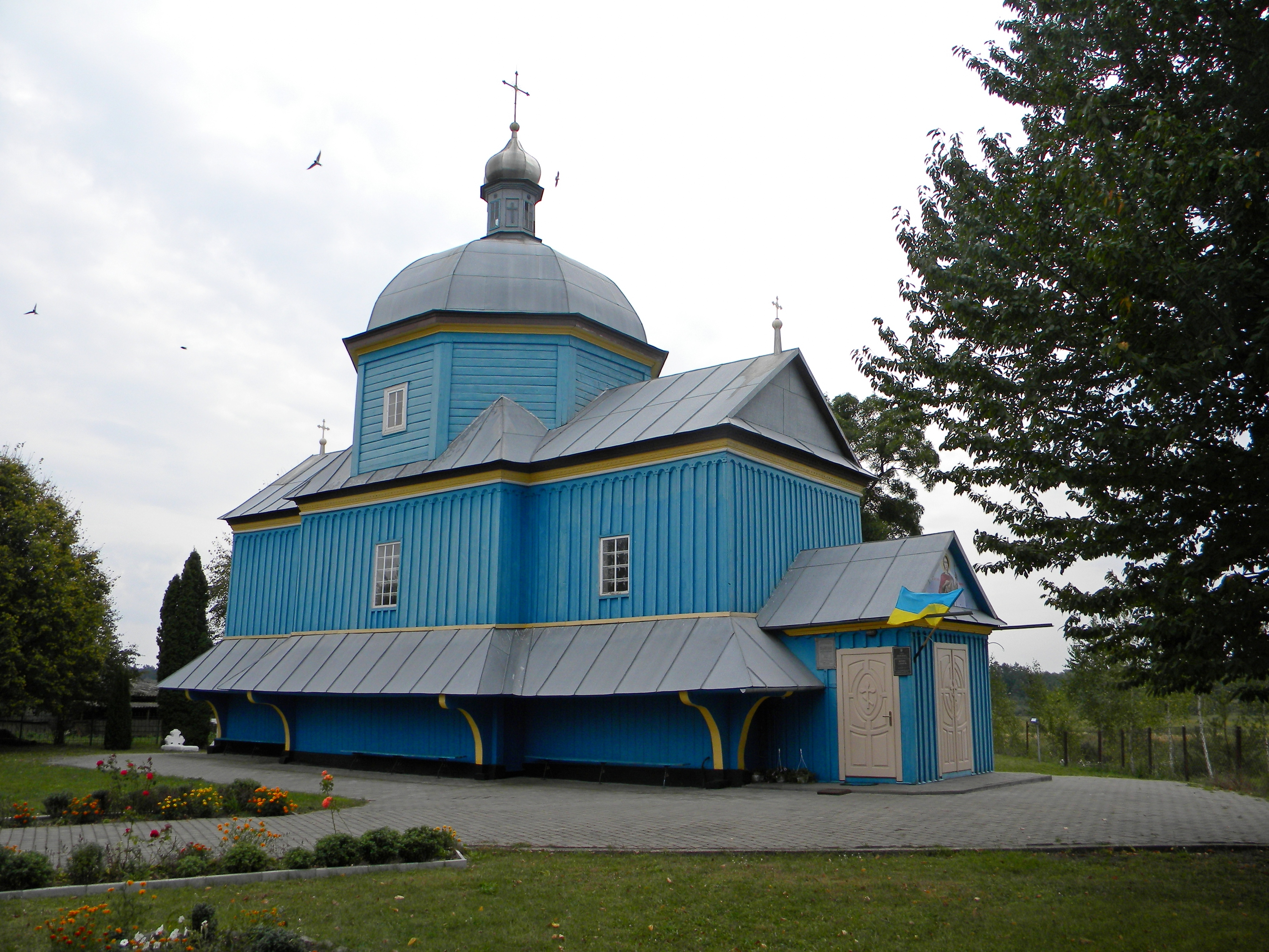
Вигляд з південного сходу
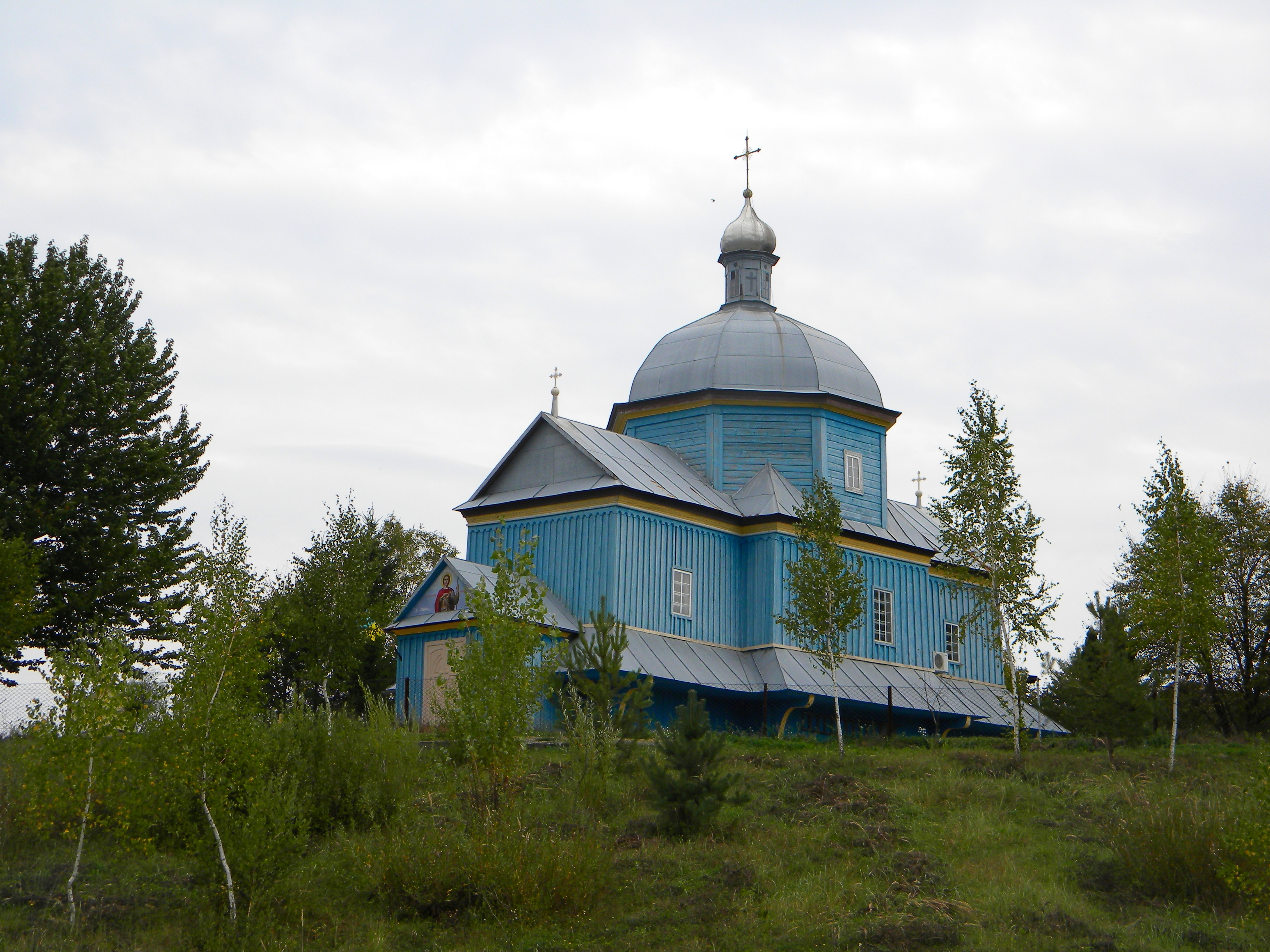
Вигляд з півнчного сходу
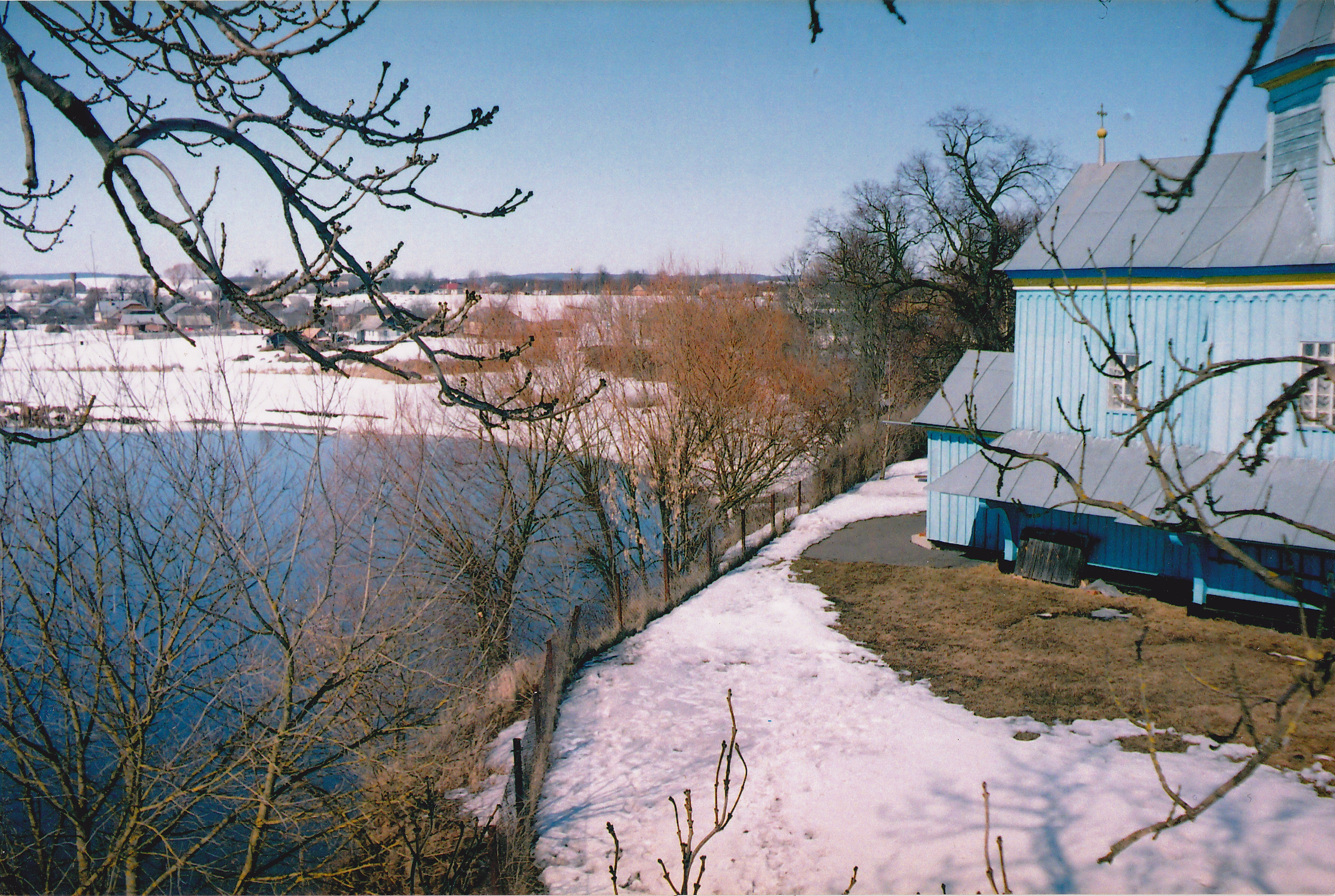
Вид на річку Стир біля церкви
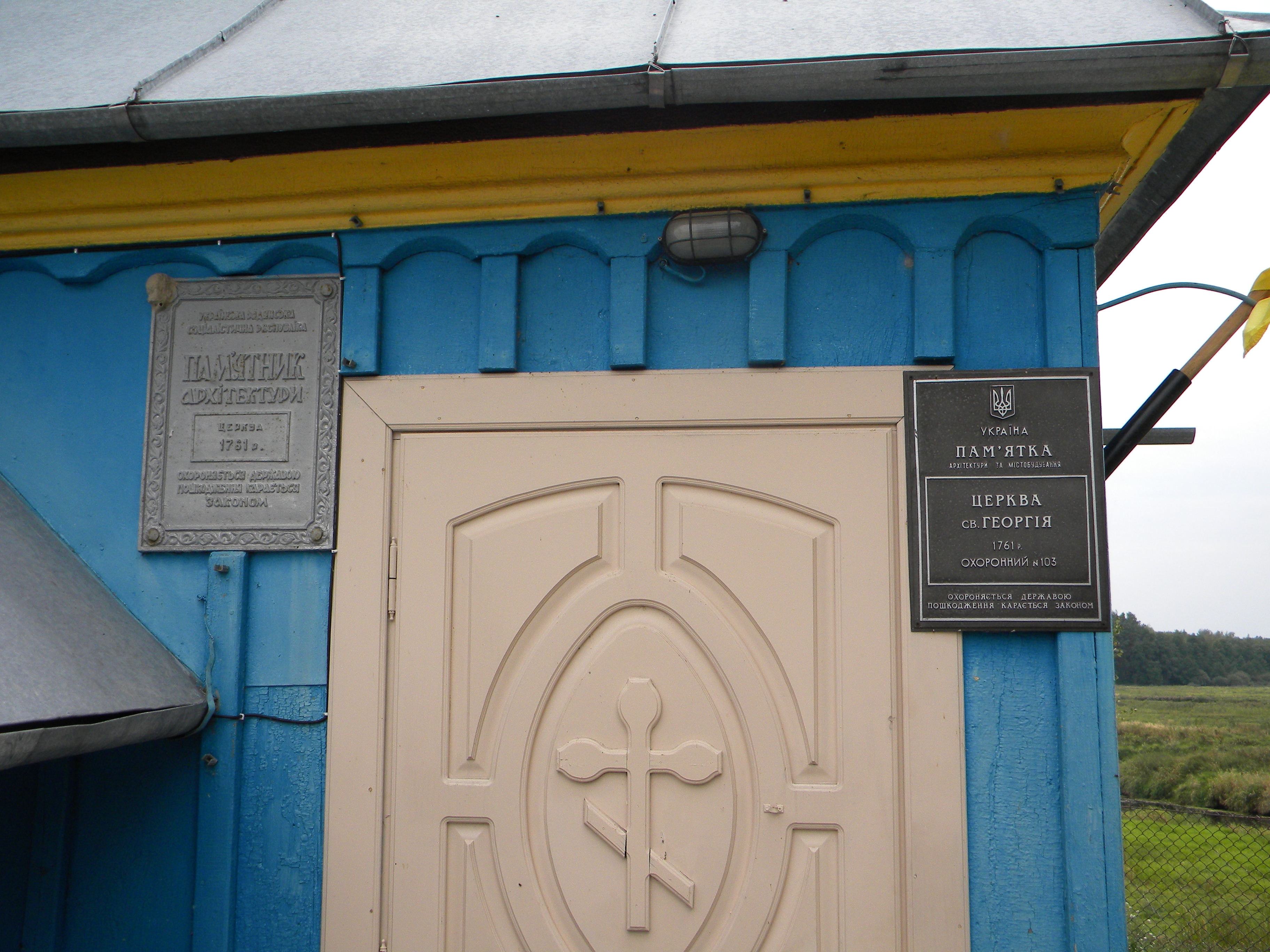
Вхід в храм та таблички про охоонний статус